# Фушль-ам-Зее
Фушль-ам-Зее —  містечко та громада в австрійській землі Зальцбург. Містечко належить округу Зальцбург-Умгебунг і лежить на березі озера Фушль. 
Фушль-ам-Зее на мапі округу та землі. 
У Фушль-ам-Зее розташовано центральний офіс фірми Red Bull. 

## Галерея

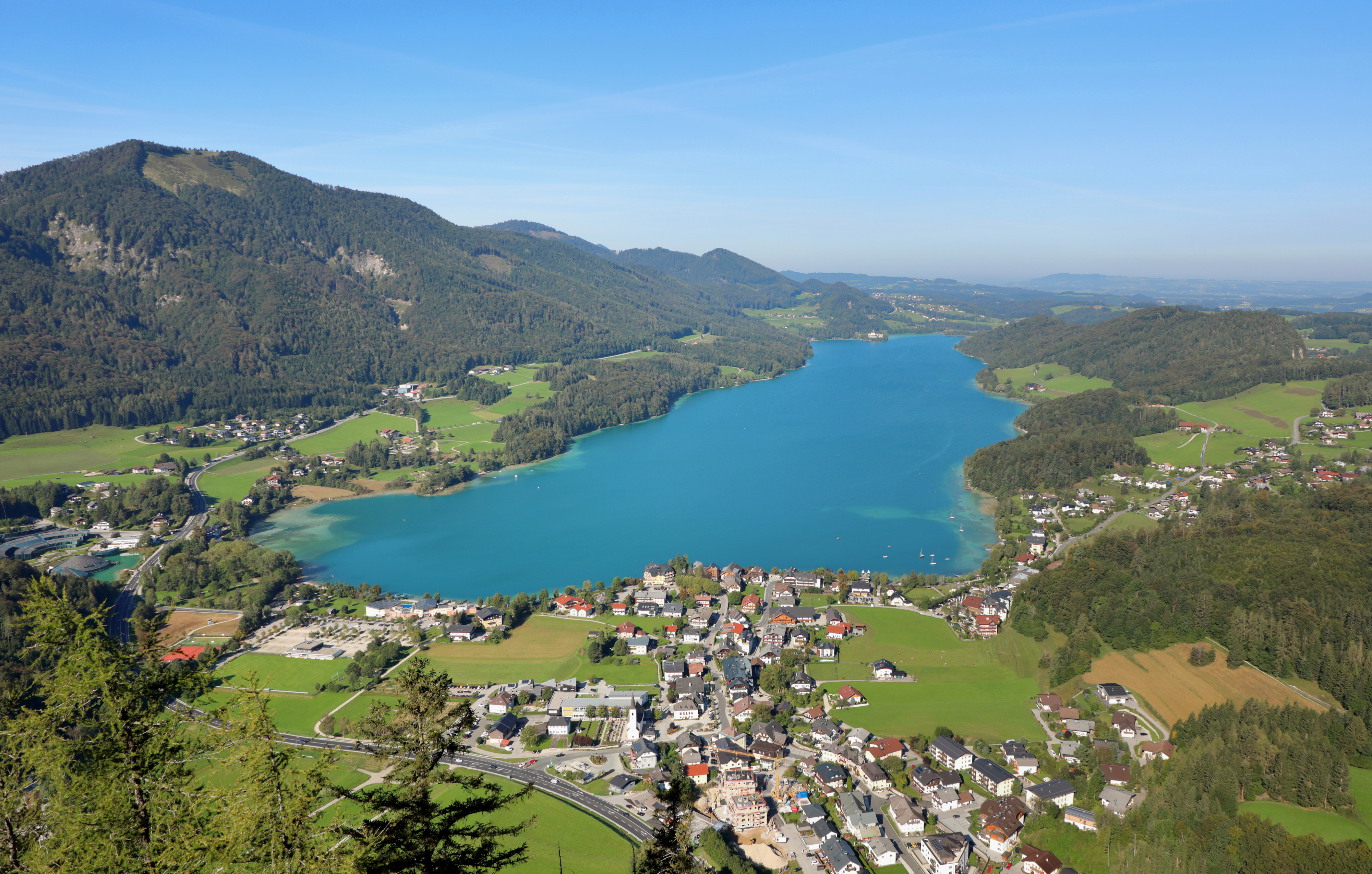
Озеро Фушль
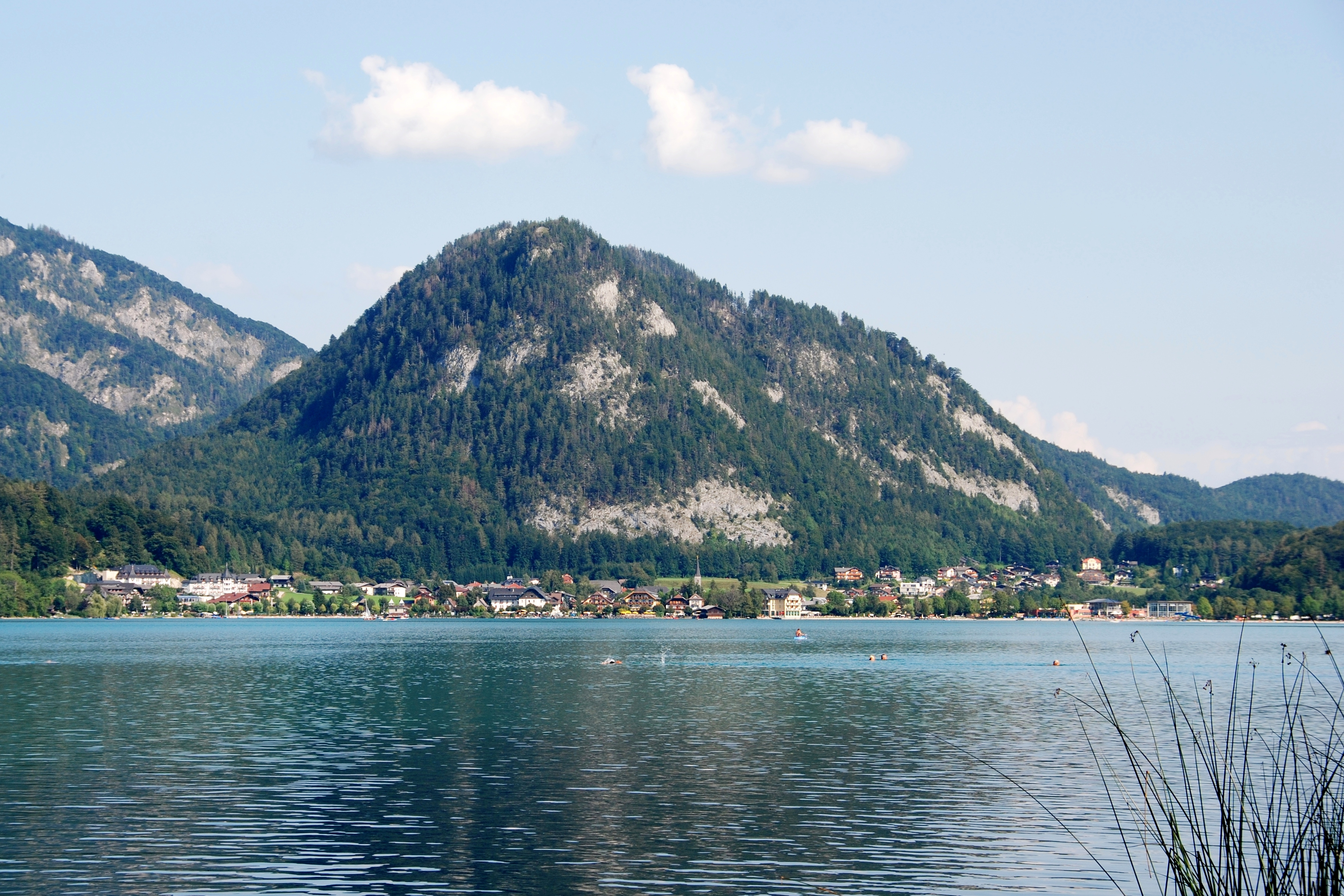
Фушль-ам-Зее
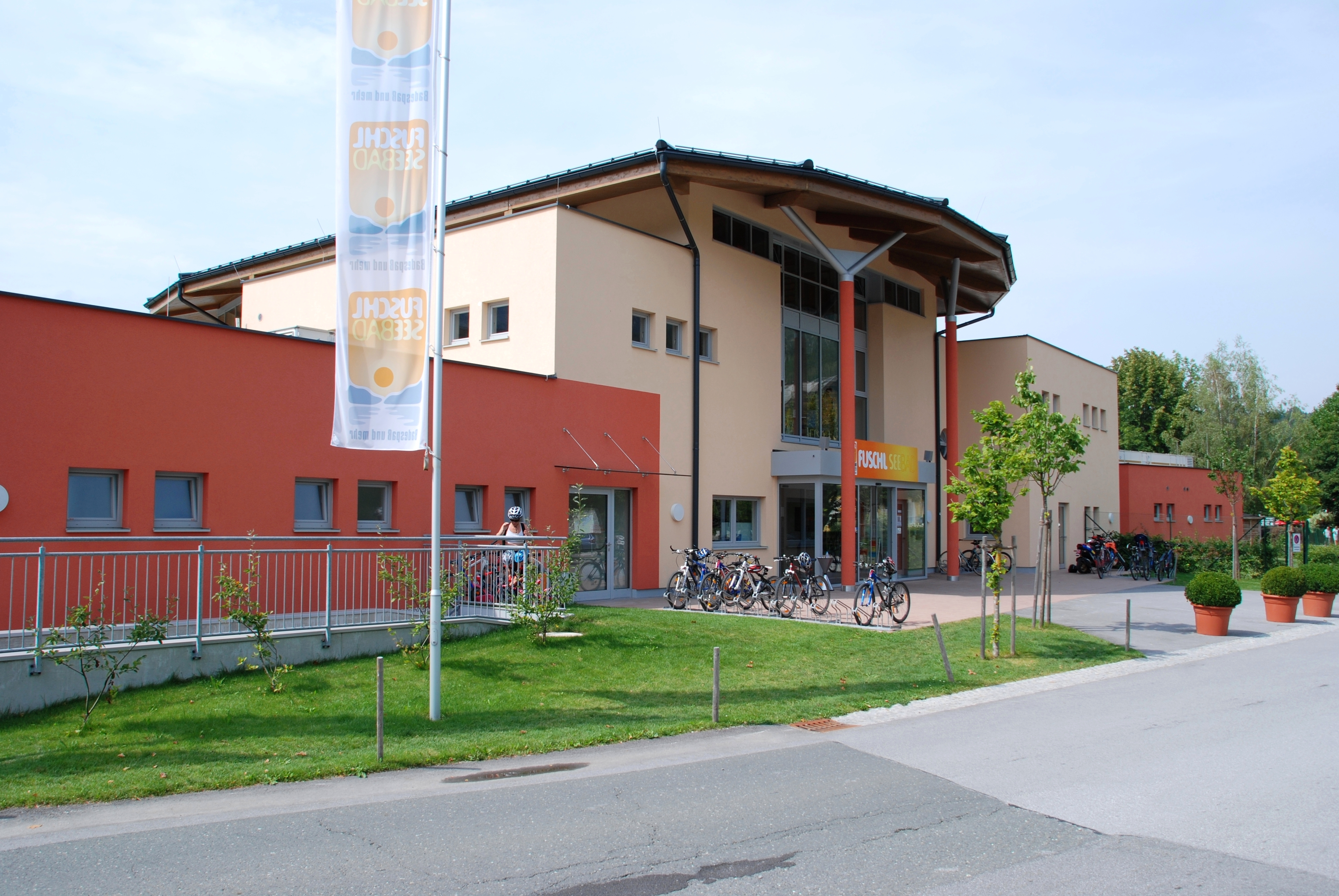
Купальня на озері Фушль
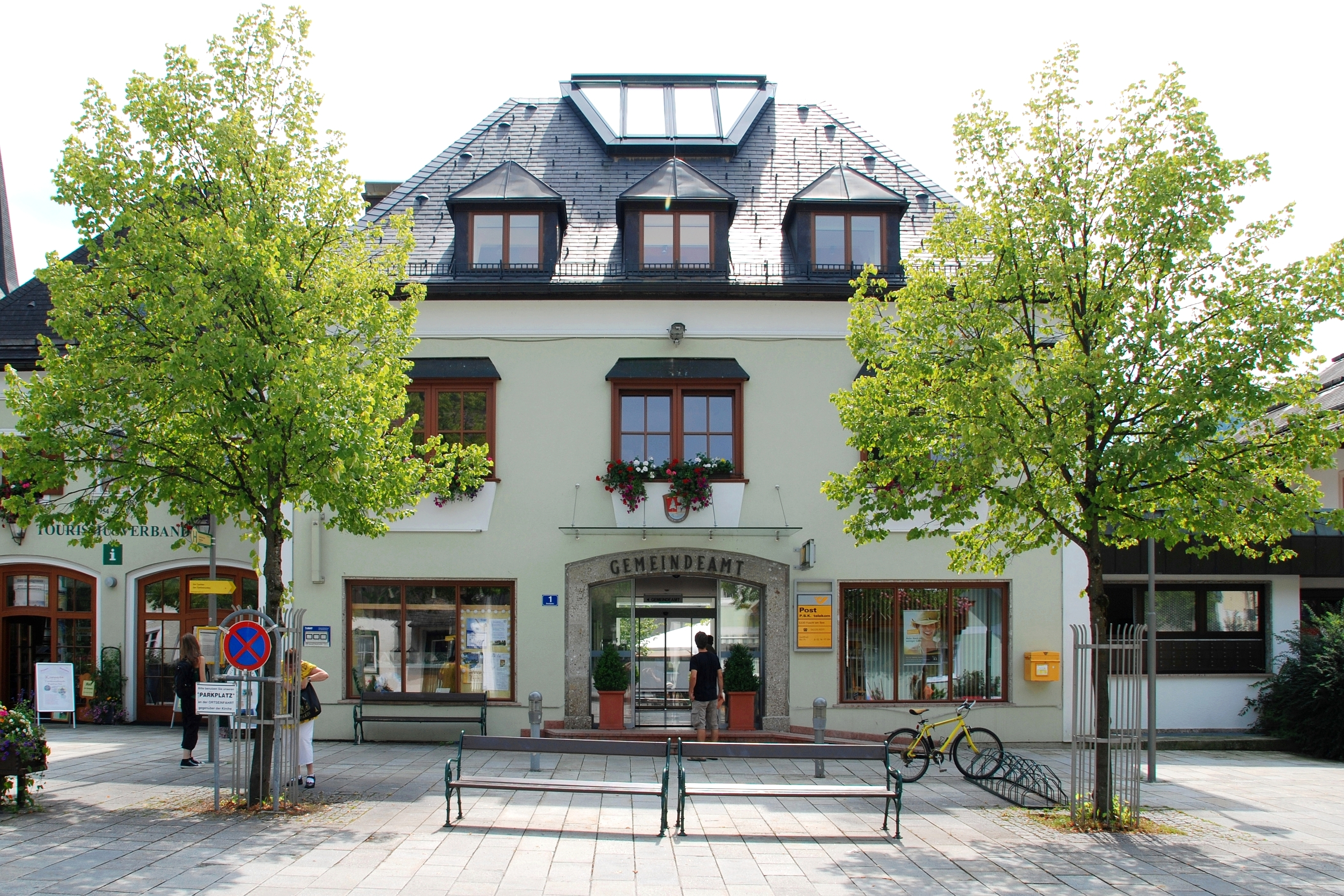
Ратуша
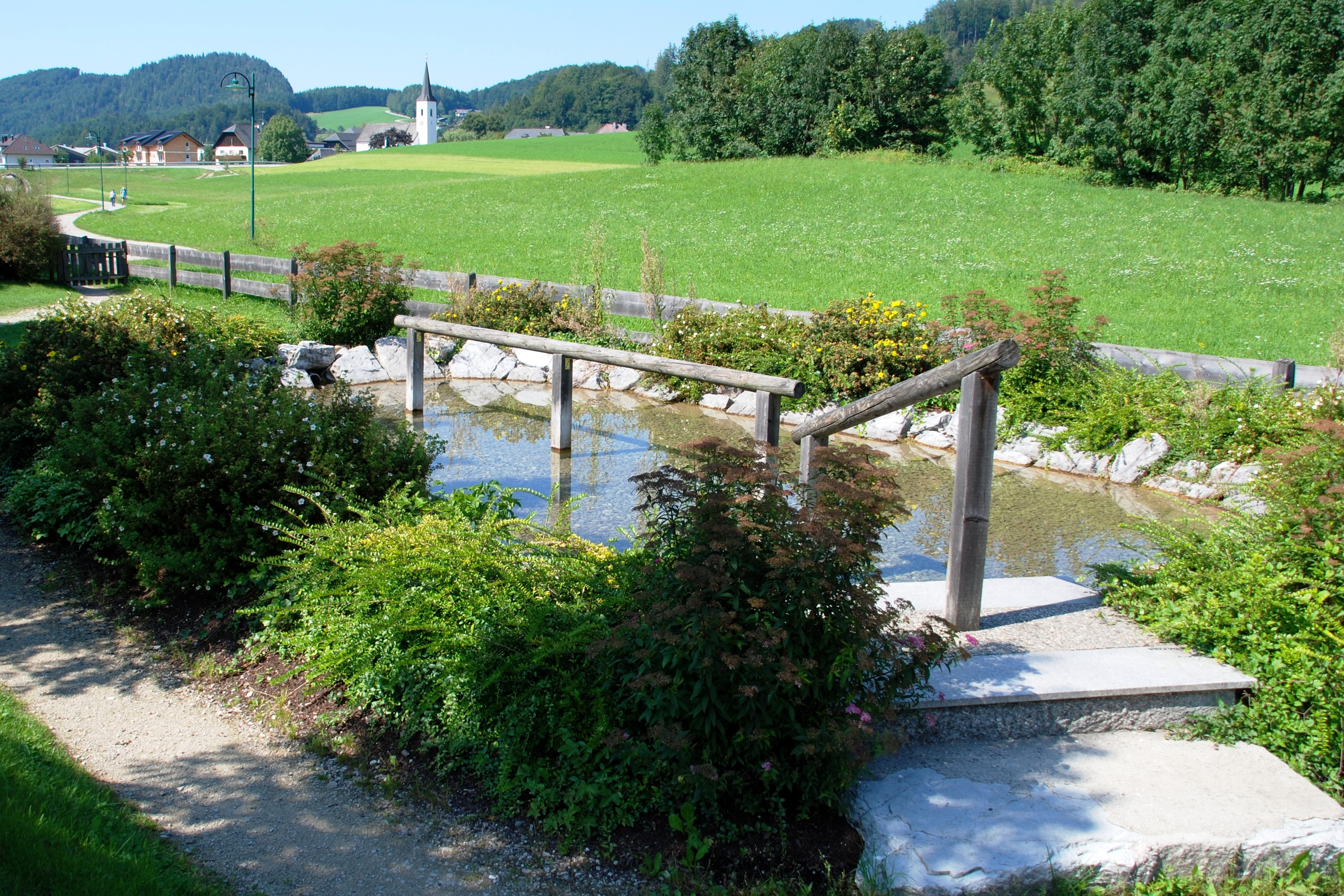
Водні споруди
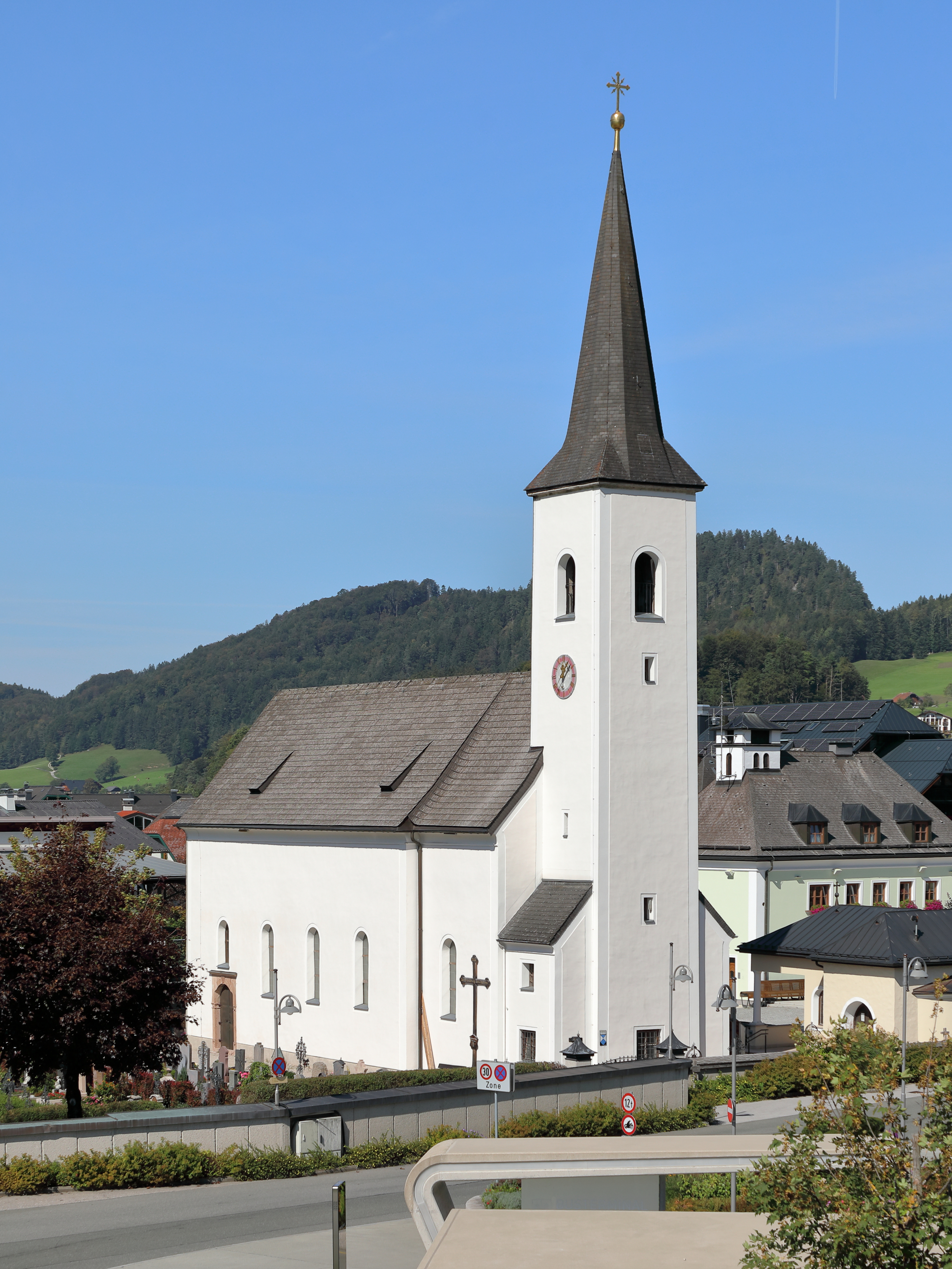
Католицька церква
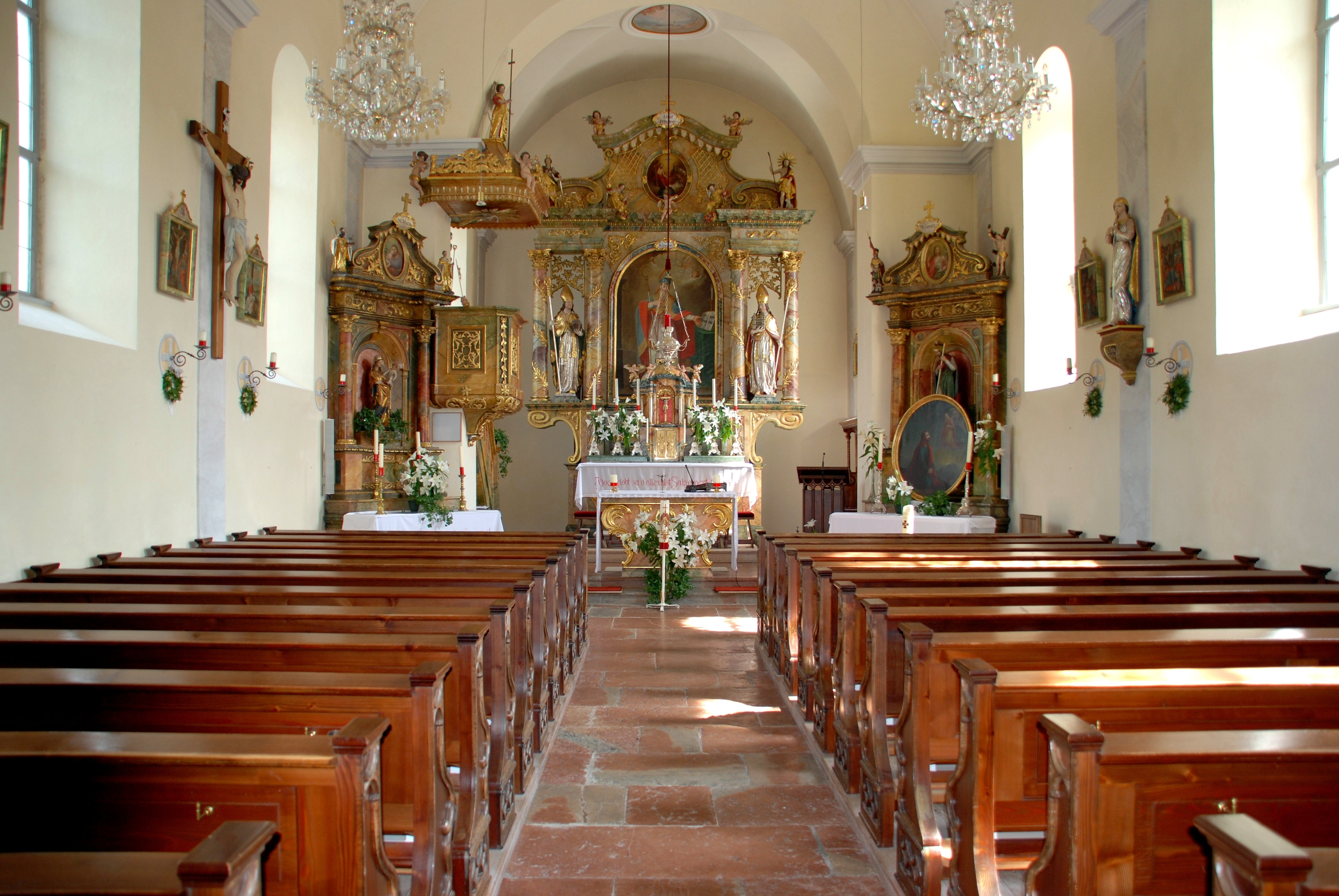
Інтер'єр церкви
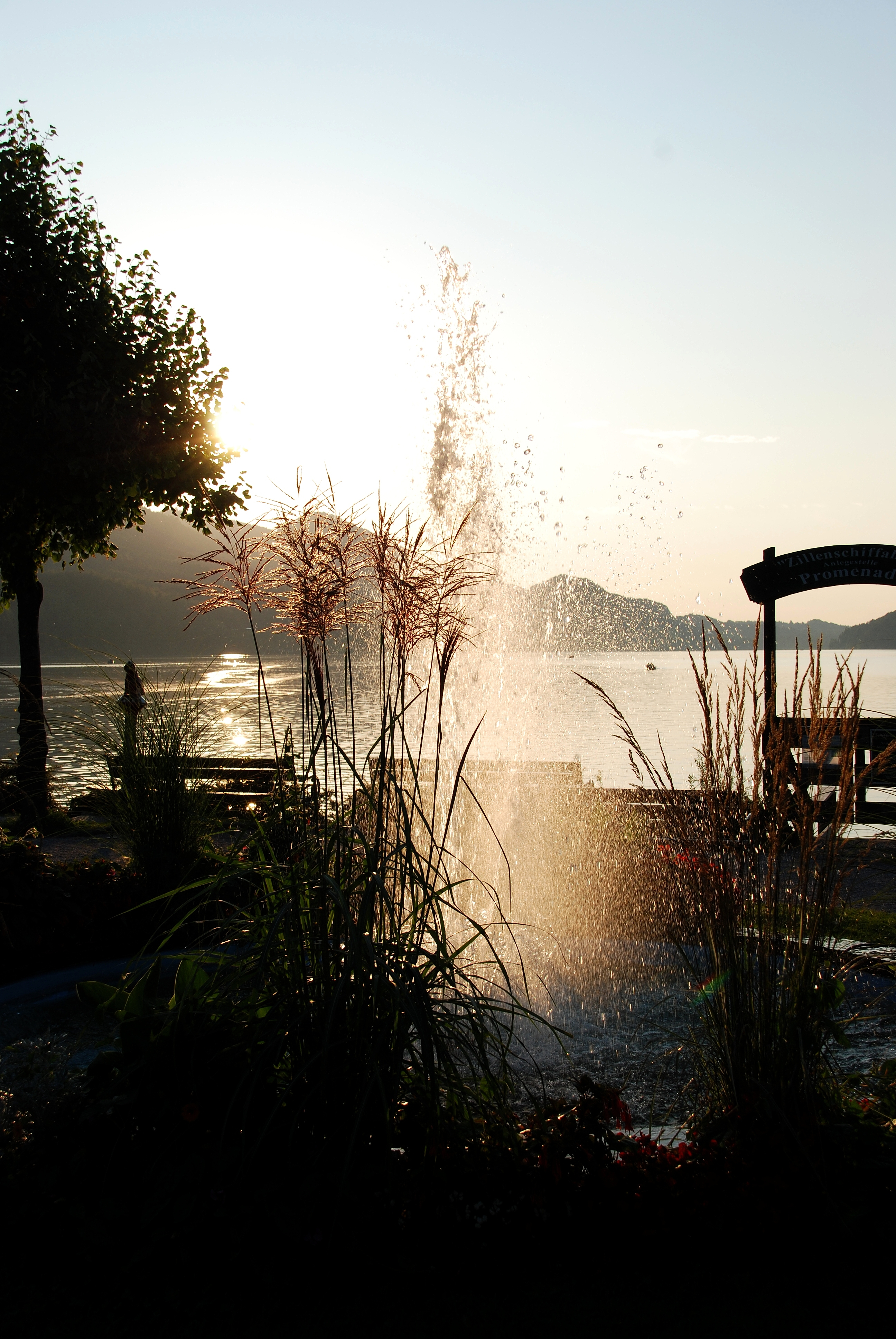
Ключ над озером
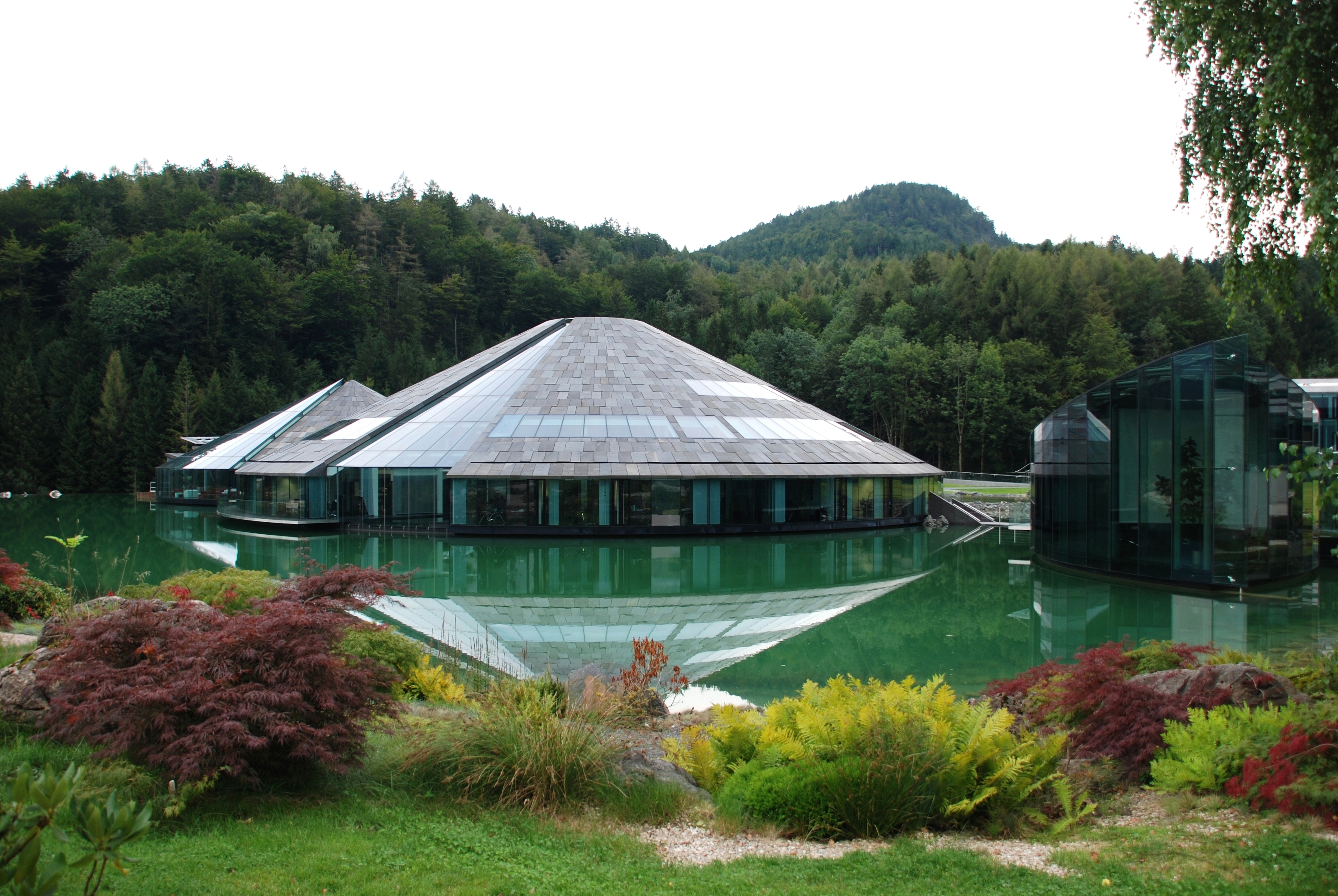
Центральний офіс фірми „Red Bull“
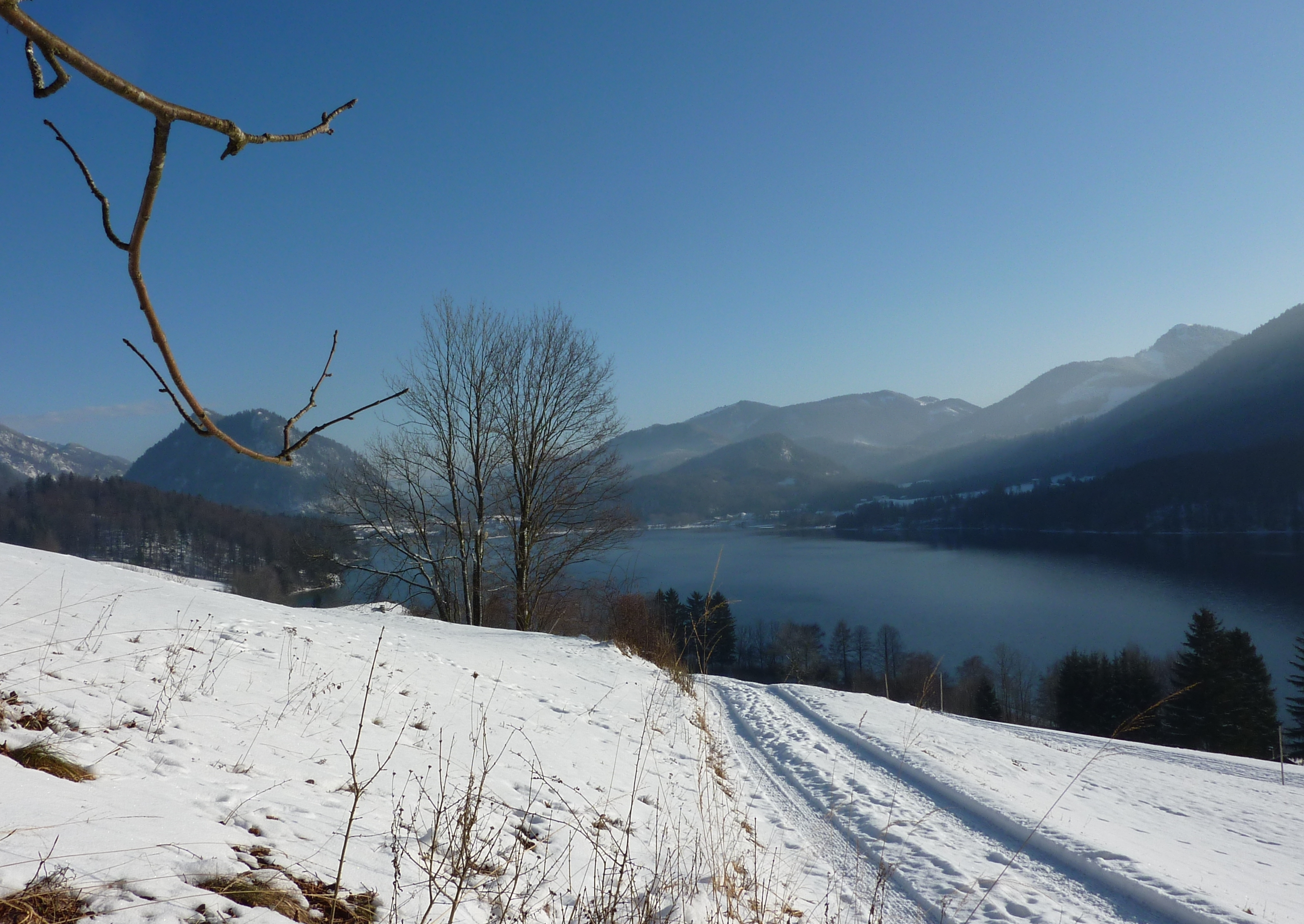
Озеро Фушль взимку

## Виноски
1. ↑   www.fuschl.salzburg.at